# Ponte das Barcas

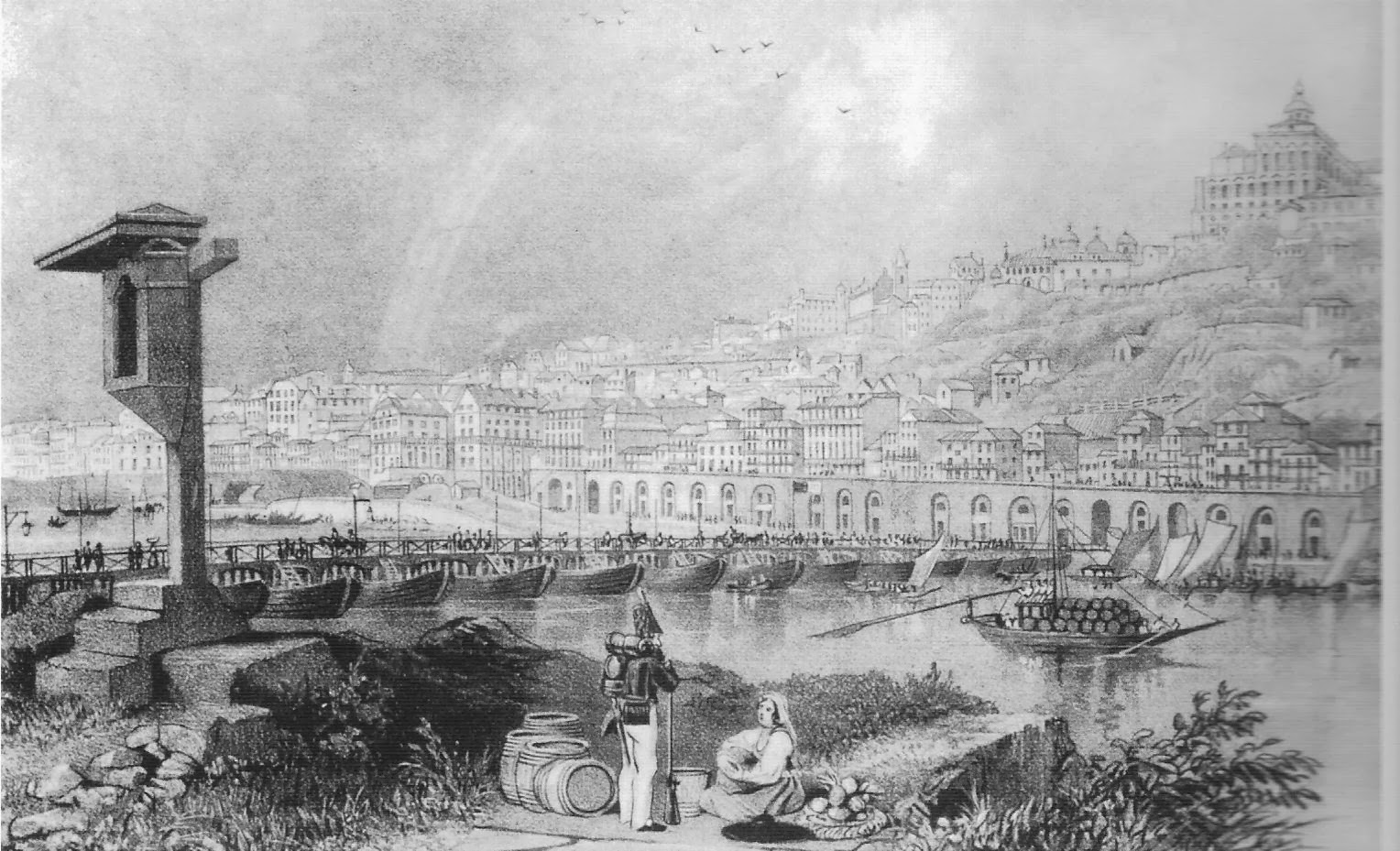
Desenho do Barão de Forrester.

A chamada Ponte das Barcas foi uma ponte sobre o Rio Douro que existiu na cidade do Porto no início do século XIX, construída sobre barcaças.
A necessidade de haver uma travessia para a margem Sul do Douro para circulação de pessoas e mercadorias do Porto, constituiu uma preocupação permanente ao longo dos séculos. Ao longo dos tempos houve várias "pontes das barcas" construídas para determinados propósitos, como a rápida deslocação de contingentes militares. No entanto, por regra a travessia do Douro fazia-se com recursos a barcos, jangadas, barcaças ou batelões.
A Ponte das Barcas, construída com objetivos mais duradouros, foi projectada por Carlos Amarante e inaugurada a 15 de agosto de 1806. Era constituída por vinte barcas ligadas por cabos de aço e que podia abrir em duas partes para dar passagem ao tráfego fluvial.
Foi nessa ponte que se deu a famosa derrubada da Ponte das Barcas, em que milhares de legionários franceses pereceram, perseguindo portugueses civis e militares através da ponte e à carga de baionetas das tropas da segunda invasão francesa, comandada pelo marechal Soult, em 29 de março de 1809. Mais de quatro mil pessoas morreram. Mas os Portugueses conseguiram alcançar o posto militar do monte Pilar em Vila Nova de Gaia, contribuindo para o fracasso da Segunda Invasão Francesa. 
Anos mais tarde a cidade do Porto recebeu a mais famosa inscrição "Antiga, muy nobre sempre leal Invicta".
Reconstruída depois da derrubada, a Ponte das Barcas acabaria por ser substituída definitivamente pela Ponte Pênsil em 1843.

## Galeria
|  |  |